# Élections législatives de 1914 en Charente
 (mai 2021).
Si vous disposez d'ouvrages ou d'articles de référence ou si vous connaissez des sites web de qualité traitant du thème abordé ici, merci de compléter l'article en donnant les références utiles à sa vérifiabilité et en les liant à la section « Notes et références ».
Les élections législatives de 1914 ont eu lieu les 26 avril et 10 mai 1914.

## Élus
|   | Circonscription | Député sortant         |  | Groupe parlementaire       | Député élu             |  | Groupe parlementaire    |
| - | --------------- | ---------------------- |  | -------------------------- | ---------------------- |  | ----------------------- |
| 1 | 1re d'Angoulême | Paul Mairat            |  | Gauche radicale            | Lazare Weiller         |  | Gauche démocratique     |
| 2 | 2e d'Angoulême  | Georges Géo-Gérald     |  | Gauche démocratique        | Georges Géo-Gérald     |  | Républicains de gauche  |
| 3 | Barbezieux      | Jean Hennessy          |  | Républicains progressistes | Jean Hennessy          |  | Gauche démocratique     |
| 4 | Cognac          | James Hennessy         |  | Républicains progressistes | James Hennessy         |  | Fédération républicaine |
| 5 | Confolens       | Antoine Babaud-Lacroze |  | Gauche démocratique        | Antoine Babaud-Lacroze |  | Républicains de gauche  |
| 6 | Ruffec          | Maurice Raynaud        |  | Gauche démocratique        | Maurice Raynaud        |  | PRRRS                   |

## Résultats à l'échelle du département
| Partis         | Partis                                           | Premier tour | Premier tour | Deuxième tour | Deuxième tour | Sièges |
| Partis         | Partis                                           | Voix         | %            | Voix          | %             | Sièges |
| -------------- | ------------------------------------------------ | ------------ | ------------ | ------------- | ------------- | ------ |
|                | Parti républicain démocratique                   | 24 845       | 29,49        | 15 240        | 31,73         | 3      |
|                | Républicain démocratique                         | 12 691       | 15,06        | 8 929         | 18,59         | 1      |
|                | Fédération républicaine                          | 12 379       | 14,69        | 7 161         | 14,91         | 1      |
|                | Radicaux indépendants                            | 12 167       | 14,44        | 7 481         | 15,57         | 0      |
|                | Parti républicain, radical et radical-socialiste | 9 447        | 11,21        | 197           | 0,41          | 1      |
|                | Section française de l'Internationale ouvrière   | 6 028        | 7,15         | 2 321         | 4,83          | 0      |
|                | Action libérale populaire                        | 5 558        | 6,60         | 6 698         | 13,94         | 0      |
|                | Républicain indépendant                          | 889          | 1,06         |               |               | 0      |
|                | Divers                                           | 247          | 0,29         | 6             | 0,01          | 0      |
|                |                                                  |              |              |               |               |        |
| Inscrits       | Inscrits                                         | 109 701      | 100,00       | 60 895        | 100,00        | 6      |
| Votants        | Votants                                          | 86 398       | 78,76        | 49 092        | 80,62         |        |
| Abstention     | Abstention                                       | 23 303       | 21,24        | 23 303        | 19,38         |        |
| Blancs et nuls | Blancs et nuls                                   | 2 147        | 2,49         | 1 059         | 2,16          |        |
| Exprimés       | Exprimés                                         | 84 251       | 97,51        | 48 033        | 97,84         |        |

## Résultats par arrondissement

### Arrondissement d'Angoulême

#### 1recirconscription
| Candidats      | Candidats      | Étiquette           | Premier tour | Premier tour | Deuxième tour | Deuxième tour |
| Candidats      | Candidats      | Étiquette           | Voix         | %            | Voix          | %             |
| -------------- | -------------- | ------------------- | ------------ | ------------ | ------------- | ------------- |
|                | Lazare Weiller | PRD (FDG)           | 7 279        | 48,31        | 8 313         | 51,99         |
|                | Paul Mairat    | Radical indépendant | 6 321        | 41,36        | 7 481         | 46,78         |
|                | Tabuteau       | PRRRS               | 1 132        | 7,51         | 197           | 1,23          |
|                | M. Giraud      | SFIO                | 198          | 1,31         |               |               |
|                |                | Divers              | 137          | 0,91         |               |               |
|                |                |                     |              |              |               |               |
| Inscrits       | Inscrits       | Inscrits            | 19 484       | 100,00       | 19 484        | 100,00        |
| Votants        | Votants        | Votants             | 15 408       | 79,08        | 16 185        | 83,07         |
| Abstention     | Abstention     | Abstention          | 4 076        | 20,92        | 3 299         | 16,93         |
| Blancs et nuls | Blancs et nuls | Blancs et nuls      | 341          | 2,21         | 194           | 1,20          |
| Exprimés       | Exprimés       | Exprimés            | 15 067       | 97,79        | 15 991        | 98,80         |

#### 2ecirconscription
| Candidats      | Candidats               | Étiquette           | Premier tour | Premier tour | Deuxième tour | Deuxième tour |
| Candidats      | Candidats               | Étiquette           | Voix         | %            | Voix          | %             |
| -------------- | ----------------------- | ------------------- | ------------ | ------------ | ------------- | ------------- |
|                | Jacques Poitou-Duplessy | ALP                 | 5 558        | 38,05        | 6 698         | 42,00         |
|                | Georges Géo-Gérald      | PRD (FDG)           | 4 258        | 29,15        | 6 927         | 43,43         |
|                | Antoine                 | SFIO                | 2 323        | 15,90        | 2 321         | 14,55         |
|                | Danton                  | PRRRS               | 1 438        | 9,84         |               |               |
|                | Georges Croizet         | Radical indépendant | 1 022        | 7,00         |               |               |
|                |                         | Divers              | 10           | 0,07         | 3             | 0,02          |
|                |                         |                     |              |              |               |               |
| Inscrits       | Inscrits                | Inscrits            | 20 980       | 100,00       | 20 877        | 100,00        |
| Votants        | Votants                 | Votants             | 14 964       | 71,33        | 16 294        | 78,05         |
| Abstention     | Abstention              | Abstention          | 6 371        | 30,37        | 4 583         | 21,95         |
| Blancs et nuls | Blancs et nuls          | Blancs et nuls      | 355          | 2,37         | 345           | 2,12          |
| Exprimés       | Exprimés                | Exprimés            | 14 609       | 97,63        | 15 949        | 97,88         |

### Arrondissement de Barbezieux
| Candidats      | Candidats      | Étiquette                | Premier tour | Premier tour |
| Candidats      | Candidats      | Étiquette                | Voix         | %            |
| -------------- | -------------- | ------------------------ | ------------ | ------------ |
|                | Jean Hennessy  | FR                       | 6 321        | 53,75        |
|                | Troubat        | Républicain démocratique | 5 176        | 44,01        |
|                | Couffy-Busy    | SFIO                     | 251          | 2,13         |
|                |                | Divers                   | 13           | 0,11         |
|                |                |                          |              |              |
| Inscrits       | Inscrits       | Inscrits                 | 14 119       | 100,00       |
| Votants        | Votants        | Votants                  | 11 980       | 84,85        |
| Abstention     | Abstention     | Abstention               | 2 139        | 15,15        |
| Blancs et nuls | Blancs et nuls | Blancs et nuls           | 219          | 1,83         |
| Exprimés       | Exprimés       | Exprimés                 | 11 761       | 98,17        |

### Arrondissement de Cognac
| Candidats      | Candidats      | Étiquette               | Premier tour | Premier tour |
| Candidats      | Candidats      | Étiquette               | Voix         | %            |
| -------------- | -------------- | ----------------------- | ------------ | ------------ |
|                | James Hennessy | PRD (FDG)               | 8 091        | 55,62        |
|                | Georges Ménier | Radical indépendant     | 4 824        | 33,16        |
|                | André          | Républicain indépendant | 889          | 6,11         |
|                | Chillaud       | SFIO                    | 716          | 4,92         |
|                |                | Divers                  | 27           | 0,19         |
|                |                |                         |              |              |
| Inscrits       | Inscrits       | Inscrits                | 19 878       | 100,00       |
| Votants        | Votants        | Votants                 | 14 925       | 75,08        |
| Abstention     | Abstention     | Abstention              | 4 953        | 24,92        |
| Blancs et nuls | Blancs et nuls | Blancs et nuls          | 378          | 2,53         |
| Exprimés       | Exprimés       | Exprimés                | 14 547       | 97,47        |

### Arrondissement de Confolens
| Candidats      | Candidats              | Étiquette                | Premier tour | Premier tour | Deuxième tour | Deuxième tour |
| Candidats      | Candidats              | Étiquette                | Voix         | %            | Voix          | %             |
| -------------- | ---------------------- | ------------------------ | ------------ | ------------ | ------------- | ------------- |
|                | Antoine Babaud-Lacroze | Républicain démocratique | 7 515        | 46,52        | 8 929         | 55,48         |
|                | C. de Dampierre        | FR                       | 6 058        | 37,50        | 7 161         | 44,50         |
|                | Waltz                  | SFIO                     | 2 540        | 15,72        |               |               |
|                |                        | Divers                   | 42           | 0,26         | 3             | 0,02          |
|                |                        |                          |              |              |               |               |
| Inscrits       | Inscrits               | Inscrits                 | 20 482       | 100,00       | 20 534        | 100,00        |
| Votants        | Votants                | Votants                  | 16 724       | 81,65        | 16 613        | 80,90         |
| Abstention     | Abstention             | Abstention               | 3 758        | 18,35        | 3 921         | 19,10         |
| Blancs et nuls | Blancs et nuls         | Blancs et nuls           | 569          | 3,40         | 520           | 3,02          |
| Exprimés       | Exprimés               | Exprimés                 | 16 155       | 96,60        | 16 093        | 96,98         |

### Arrondissement de Ruffec
| Candidats      | Candidats       | Étiquette      | Premier tour | Premier tour |
| Candidats      | Candidats       | Étiquette      | Voix         | %            |
| -------------- | --------------- | -------------- | ------------ | ------------ |
|                | Maurice Raynaud | PRRRS          | 6 877        | 56,78        |
|                | Condé           | PRD (FDG)      | 5 217        | 43,07        |
|                |                 | Divers         | 18           | 0,15         |
|                |                 |                |              |              |
| Inscrits       | Inscrits        | Inscrits       | 14 758       | 100,00       |
| Votants        | Votants         | Votants        | 12 397       | 84,00        |
| Abstention     | Abstention      | Abstention     | 2 361        | 16,00        |
| Blancs et nuls | Blancs et nuls  | Blancs et nuls | 285          | 2,30         |
| Exprimés       | Exprimés        | Exprimés       | 12 112       | 97,70        |